# Списак датума
Списак датума по месецима.